# Cratère de Monturaqui

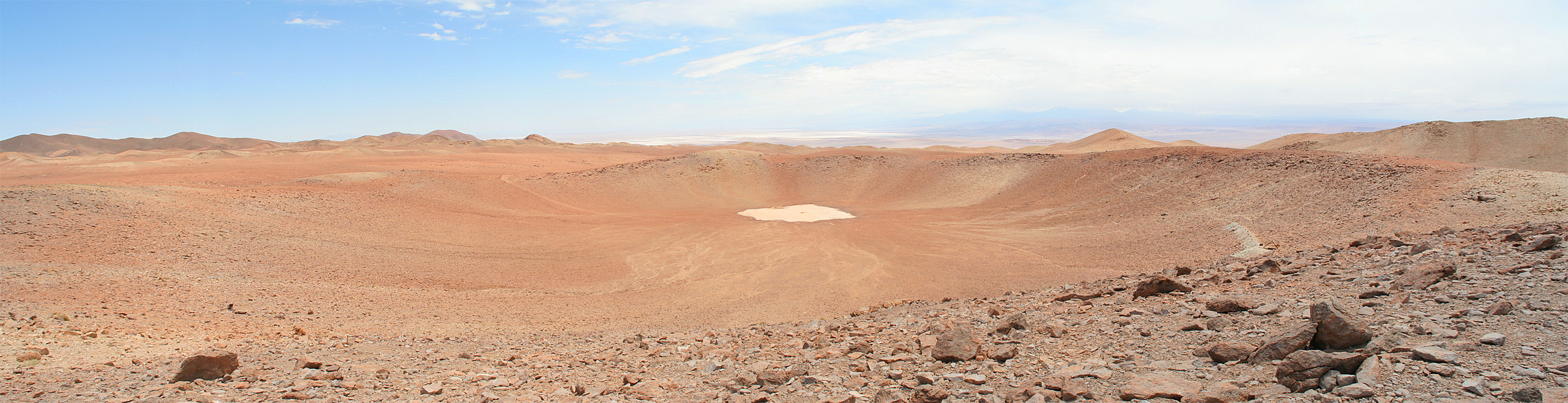
Vue du cratère de Monturaqui.

Le cratère de Monturaqui est un cratère d'impact situé au Chili, au sud du salar d'Atacama.
Son diamètre est de 455 m et il a été formé il y a moins d'un million d'années.
Il a été découvert en 1962 sur des photographies aériennes.

## Filmographie
- Monturaqui Crater & San Juan, Chile,  LMNO Productions, 42 min[2]